# Mesamotura keatsi
Mesamotura keatsi är en stekelart som beskrevs av Girault 1927. Mesamotura keatsi ingår i släktet Mesamotura och familjen puppglanssteklar. Inga underarter finns listade i Catalogue of Life.